# Jared Shuster
Jared Craig Shuster (New Bedford, Massachusetts, 3 de agosto de 1998), más conocido como Jared Shuster, es un jugador profesional estadounidense de béisbol que se desempeña en la posición de lanzador en Chicago White Sox, equipo de las Grandes Ligas de Béisbol (MLB).

## Carrera
Shuster hizo su debut en la MLB con el equipo Atlanta Braves, en el cual jugó una temporada (2023), después pasó a Chicago White Sox, donde lleva jugando una temporada.